# روبن غوش
روبن غوش هو ملحن بنغالي، ولد في 13 سبتمبر 1937 في بغداد في العراق، وتوفي في 13 فبراير 2016 في دكا في بنغلاديش.

## وصلات خارجية
- روبن غوش على موقع IMDb (الإنجليزية)
- روبن غوش على موقع ميوزك برينز (الإنجليزية)
- روبن غوش على موقع ديسكوغز (الإنجليزية)